# Cor Hoeboer
Cornelis Hendricus (Cor) Hoeboer, ook gekend als Co Hoeboer (Watergraafsmeer, 26 september 1906 – Vinkeveen, 23 september 1988) was een Nederlands voetballer.

## Biografie
Cor Hoeboer was de zoon van Adrianus Bernardus Hoeboer en Johanna den Blanken. Hij trouwde op 21 augustus 1929 met Maria van Gijlswijk en had zeven kinderen.
Hij speelde van 1932 tot 1933 bij AFC Ajax als doelman. Van zijn debuut in het kampioenschap op 18 september 1932 tegen DFC tot zijn laatste wedstrijd op 23 april 1933 tegen DFC speelde Hoeboer in totaal 13 wedstrijden in het eerste elftal van Ajax. Na een korte periode in Ajax keerde terug naar De Meer.
Hij overleed op 23 september 1988 op 81-jarige leeftijd.

## Statistieken
| Club  | Seizoen | Competitie | Competitie | Beker | Beker | Totaal | Totaal |
| Club  | Seizoen | Wed.       | Dlp.       | Wed.  | Dlp.  | Wed.   | Dlp.   |
| ----- | ------- | ---------- | ---------- | ----- | ----- | ------ | ------ |
| Ajax  | 1932/33 | 13         | 0          | -     | -     | 13     | 0      |
| Total | Total   | 13         | 0          | -     | -     | 13     | 0      |